# Науково-прикладний результат
Науко́во-прикладни́й результа́т — нове конструктивне чи технологічне рішення, експериментальний зразок, закінчене випробування, розробка, яку впроваджено або може бути впроваджено в суспільну практику.